# (541071) 2018 NB15
(541071) 2018 NB15 es un asteroide perteneciente a asteroides que cruzan la órbita de Marte descubierto el 25 de septiembre de 2005 por el equipo del Catalina Sky Survey desde el Catalina Sky Survey, Arizona, Estados Unidos.

## Designación y nombre
Designado provisionalmente como 2018 NB15.

## Características orbitales
2018 NB15 está situado a una distancia media del Sol de 2,197 ua, pudiendo alejarse hasta 2,853 ua y acercarse hasta 1,541 ua. Su excentricidad es 0,298 y la inclinación orbital 7,254 grados. Emplea 1189,87 días en completar una órbita alrededor del Sol.

## Características físicas
La magnitud absoluta de 2018 NB15 es 18,4. 